# Bleptina zentium
Bleptina zentium är en fjärilsart som beskrevs av William Schaus 1913. Bleptina zentium ingår i släktet Bleptina och familjen nattflyn. Inga underarter finns listade i Catalogue of Life.